# Calciatore sudamericano dell'anno 1973
Il premio di calciatore sudamericano dell'anno per il 1973 fu assegnato a Pelé, calciatore brasiliano del Santos.

## Classifica
| Pos. | Calciatore            | Naz.      | Club            |
| ---- | --------------------- | --------- | --------------- |
| 1.   | Pelé                  | Brasile   | Santos          |
| 2.   | Miguel Ángel Brindisi | Argentina | Huracán         |
| 3.   | Rivelino              | Brasile   | Corinthians     |
| 4.   | Fernando Morena       | Uruguay   | Peñarol         |
| 5.   | Carlos Caszely        | Cile      | Colo-Colo       |
| 6.   | Elías Figueroa        | Cile      | Internacional   |
| 7.   | Rubén Ayala           | Argentina | Atlético Madrid |
| 7.   | Jairzinho             | Brasile   | Botafogo        |
| 7.   | Hugo Sotil            | Perù      | Barcellona      |
| 10.  | Saturnino Arrúa       | Paraguay  | Real Saragozza  |
| 10.  | Alberto Quintano      | Cile      | Cruz Azul       |